# Један против свих
Један против свих (енгл. A Force of One) је амерички борилачки филм из 1979. године са Чаком Норисом у главној улози. 

## Радња филма
Полиција ангажује Мета Логана (Чак Норис), шампиона у каратеу како би помогао у откривању серијских убистава полицајаца.